# Udall (Kansas)
Pour les articles homonymes, voir Udall.
Udall est une ville américaine située dans le comté de Cowley, dans l’État du Kansas. Lors du recensement de 2010, sa population s’élevait à 746 habitants.

## Source
- (en) Cet article est partiellement ou en totalité issu de l’article de Wikipédia en anglais intitulé « Udall, Kansas » (voir la liste des auteurs).